# مارینا گولیادکینا
مارینا گولیادکینا (روسی: Марина Сергеевна Голядкина؛ IPA: [mɐˈrʲinə ɡɐˈlʲatkʲɪnə]؛ زادهٔ ۱۳ ژوئن ۱۹۹۷) شناگر موزون اهل اوکراین است.
وی در مسابقات کشوری و بین‌المللی در مجموع برندهٔ ۶ مدال طلا، ۱ مدال برنز شده‌است.